# Liste der Kulturdenkmäler in Wiesbaden-Südost (Villengebiete)
Die folgende Liste enthält die in der Denkmaltopographie ausgewiesenen Kulturdenkmäler auf dem Gebiet Stadt Wiesbaden, Ortsbezirk Südost in Hessen. Diese Liste umfasst die geschützten Gebäude des östlichen Villengebietes, soweit sie sich in diesem Ortsbezirk der Stadt befinden.
Hinweis: Die Reihenfolge der Denkmäler in dieser Liste orientiert sich zunächst an Ortsbezirken und anschließend den Straßennamen.
Grundlage ist die Veröffentlichung der Hessischen Denkmalliste, die auf Basis des Denkmalschutzgesetzes vom 5. September 1986 erstmals erstellt und seither laufend ergänzt wurde. Ein Teil dieser Listen ist zusammen mit einer ausführlichen Beschreibung auf der Webseite denkxweb.denkmalpflege-hessen.de einzusehen.

## Alwinenstraße
| Bild           | Bezeichnung | Lage                                                                           | Beschreibung                                                                                          | Bauzeit | Objekt-Nr. |
| -------------- | ----------- | ------------------------------------------------------------------------------ | --- | ------- | ---------- |
| weitere Bilder |             | Alwinenstraße 2 / Bierstadter Straße 31 LageFlur: 38, Flurstück: 495/62,496/62 | Das Objekt gehört zu der Gesamtanlage: Östliches Villengebiet Architekt/Planer: Wilhelm Wendenius     | 1893    |            |
|                |             | Alwinenstraße 3 LageFlur: 121, Flurstück: 18/30                                | Das Objekt gehört zu der Gesamtanlage: Östliches Villengebiet                                         | Um 1860 |            |
|                |             | Alwinenstraße 5 LageFlur: 121, Flurstück: 18/31                                | Das Objekt gehört zu der Gesamtanlage: Östliches Villengebiet Architekt/Planer: Adolf Lautz           | 1891    |            |
|                |             | Alwinenstraße 6 LageFlur: 38, Flurstück: 365/62                                | Das Objekt gehört zu der Gesamtanlage: Östliches Villengebiet Architekt/Planer: Fritz Arens           | 1900    |            |
|                |             | Alwinenstraße 8 LageFlur: 38, Flurstück: 329                                   | Das Objekt gehört zu der Gesamtanlage: Östliches Villengebiet Architekt/Planer: Franz Woas            | 1896    |            |
|                |             | Alwinenstraße 9 LageFlur: 121, Flurstück: 18/33                                | Das Objekt gehört zu der Gesamtanlage: Östliches Villengebiet Architekt/Planer: Karl Schultze         | 1891    |            |
|                |             | Alwinenstraße 10 LageFlur: 38, Flurstück: 163                                  | Das Objekt gehört zu der Gesamtanlage: Östliches Villengebiet Architekt/Planer: Franz Berger          | 1904    |            |
|                |             | Alwinenstraße 11 LageFlur: 121, Flurstück: 18/34                               | Das Objekt gehört zu der Gesamtanlage: Östliches Villengebiet Architekt/Planer: Schellenberg & Jacobi | 1890    |            |
|                |             | Alwinenstraße 12 LageFlur: 38, Flurstück: 188                                  | Das Objekt gehört zu der Gesamtanlage: Östliches Villengebiet Architekt/Planer: Franz Berger          | 1896    |            |
|                |             | Alwinenstraße 13/15 LageFlur: 121, Flurstück: 18/35,18/36                      | Das Objekt gehört zu der Gesamtanlage: Östliches Villengebiet Architekt/Planer: Alfred Schellenberg   | 1892    |            |
|                |             | Alwinenstraße 16 LageFlur: 38, Flurstück: 335/62                               | Das Objekt gehört zu der Gesamtanlage: Östliches Villengebiet Architekt/Planer: Franz Berger          | 1898    |            |
|                |             | Alwinenstraße 17 LageFlur: 121, Flurstück: 18/37                               | Das Objekt gehört zu der Gesamtanlage: Östliches Villengebiet Architekt/Planer: Karl Schultze         | 1891    |            |
|                |             | Alwinenstraße 18 LageFlur: 38, Flurstück: 62/1                                 | Das Objekt gehört zu der Gesamtanlage: Östliches Villengebiet Architekt/Planer: Schellenberg & Jacobi | 1890    |            |
|                |             | Alwinenstraße 20 LageFlur: 39, Flurstück: 117/16                               | Das Objekt gehört zu der Gesamtanlage: Östliches Villengebiet Architekt/Planer: Schellenberg & Jacobi | 1890    |            |
|                |             | Alwinenstraße 22 LageFlur: 39, Flurstück: 16/5                                 | Das Objekt gehört zu der Gesamtanlage: Östliches Villengebiet Architekt/Planer: Josef Wittmann        | 1892    |            |
|                |             | Alwinenstraße 24 LageFlur: 39, Flurstück: 16/2                                 | Das Objekt gehört zu der Gesamtanlage: Östliches Villengebiet Architekt/Planer: Josef Wittmann        | 1892    |            |
|                |             | Alwinenstraße 26 LageFlur: 39, Flurstück: 284/16                               | Das Objekt gehört zu der Gesamtanlage: Östliches Villengebiet Architekt/Planer: Adolf Lautz           | 1900    |            |
|                |             | Alwinenstraße 28 LageFlur: 39, Flurstück: 159/16                               | Das Objekt gehört zu der Gesamtanlage: Östliches Villengebiet Architekt/Planer: J. de Fries           | 1896    |            |

## Augustastraße
| Bild | Bezeichnung | Lage                                              | Beschreibung                                                                                  | Bauzeit | Objekt-Nr. |
| ---- | ----------- | ------------------------------------------------- | --------------------------------------------------------------------------------------------- | ------- | ---------- |
|      |             | Augustastraße 11 LageFlur: 41, Flurstück: 475/145 | Das Objekt gehört zu der Gesamtanlage: Östliches Villengebiet Architekt/Planer: Wilhelm Runge | 1890    |            |
|      |             | Augustastraße 9 LageFlur: 41, Flurstück: 434/144  | Das Objekt gehört zu der Gesamtanlage: Östliches Villengebiet Architekt/Planer: Wilhelm Runge | 1891    |            |

## Beethovenstraße
| Bild                 | Bezeichnung          | Lage                                               | Beschreibung | Bauzeit | Objekt-Nr. |
| -------------------- | -------------------- | -------------------------------------------------- | --- | ------- | ---------- |
| Sachteil Einfriedung | Sachteil Einfriedung | Beethovenstraße 7 LageFlur: 39, Flurstück: 288/10  | Das Objekt gehört zu der Gesamtanlage: Östliches Villengebiet                                                                     |         |            |
|                      |                      | Beethovenstraße 10 LageFlur: 39, Flurstück: 299/11 | Das Objekt gehört zu der Gesamtanlage: Östliches Villengebiet Architekt/Planer: Paul Dietzsch. Antragsteller: Heinrich Kirchhoff. | 1908    |            |
|                      |                      | Beethovenstraße 14 LageFlur: 39, Flurstück: 26/3   | Das Objekt gehört zu der Gesamtanlage: Östliches Villengebiet Architekt/Planer: Franz Berger. Antragsteller: Eduard Bartling.     | 1896    |            |
|                      |                      | Beethovenstraße 21 LageFlur: 165, Flurstück: 25    | Das Objekt gehört zu der Gesamtanlage: Östliches Villengebiet Architekt/Planer: Maurermeister Friedrich Stamm                     | 1901    |            |

## Bierstadter Straße
| Bild                  | Bezeichnung           | Lage                                                   | Beschreibung                                                                                        | Bauzeit | Objekt-Nr. |
| --------------------- | --------------------- | ------------------------------------------------------ | --------------------------------------------------------------------------------------------------- | ------- | ---------- |
|                       |                       | Bierstadter Straße 1 LageFlur: 166, Flurstück: 20      | Das Objekt gehört zu der Gesamtanlage: Östliches Villengebiet Architekt/Planer: Richard Goerz       | 1845    |            |
|                       |                       | Bierstadter Straße 3 LageFlur: 166, Flurstück: 1923/94 | Das Objekt gehört zu der Gesamtanlage: Östliches Villengebiet Architekt/Planer: Friedrich Rock      | 1892    |            |
| Ehem. Hotel Riviera   | Ehem. Hotel Riviera   | Bierstadter Straße 7 LageFlur: 166, Flurstück: 15      | Das Objekt gehört zu der Gesamtanlage: Östliches Villengebiet Architekt/Planer: Karl Schultze       | 1893    |            |
|                       |                       | Bierstadter Straße 9 LageFlur: 166, Flurstück: 9/1     | Das Objekt gehört zu der Gesamtanlage: Östliches Villengebiet Architekt/Planer: Hermann Reichwein   | 1906    |            |
|                       |                       | Bierstadter Straße 9a LageFlur: 166, Flurstück: 8      | Das Objekt gehört zu der Gesamtanlage: Östliches Villengebiet Architekt/Planer: Friedrichs & Lücke  | 1905    |            |
| Fritz-Gansberg-Schule | Fritz-Gansberg-Schule | Bierstadter Straße 11 LageFlur: 166, Flurstück: 7      | Das Objekt gehört zu der Gesamtanlage: Östliches Villengebiet Architekt/Planer: Karl Martin         | 1896    |            |
|                       |                       | Bierstadter Straße 11a LageFlur: 166, Flurstück: 7     | Das Objekt gehört zu der Gesamtanlage: Östliches Villengebiet                                       | Um 1855 |            |
|                       |                       | Bierstadter Straße 13 LageFlur: 166, Flurstück: 44/1   | Das Objekt gehört zu der Gesamtanlage: Östliches Villengebiet                                       | Um 1850 |            |
| weitere Bilder        |                       | Bierstadter Straße 14 LageFlur: 123, Flurstück: 103/26 | Das Objekt gehört zu der Gesamtanlage: Östliches Villengebiet Architekt/Planer: Alfred Schellenberg | 1876    |            |
| weitere Bilder        |                       | Bierstadter Straße 15 LageFlur: 121, Flurstück: 169/11 | Das Objekt gehört zu der Gesamtanlage: Östliches Villengebiet Architekt/Planer: Karl Kähler         | 1909    |            |
|                       |                       | Bierstadter Straße 17 LageFlur: 121, Flurstück: 173/11 | Das Objekt gehört zu der Gesamtanlage: Östliches Villengebiet Architekt/Planer: Alfred Schellenberg | 1912    |            |
| weitere Bilder        |                       | Bierstadter Straße 23 LageFlur: 121, Flurstück: 142/15 | Das Objekt gehört zu der Gesamtanlage: Östliches Villengebiet Architekt/Planer: Heinz Berg          | 1910    |            |

## Blumenstraße
| Bild           | Bezeichnung | Lage                                                                     | Beschreibung                                                                                      | Bauzeit | Objekt-Nr. |
| -------------- | ----------- | ------------------------------------------------------------------------ | ------------------------------------------------------------------------------------------------- | ------- | ---------- |
|                |             | Blumenstraße 1 LageFlur: 166, Flurstück: 2                               | Das Objekt gehört zu der Gesamtanlage: Östliches Villengebiet                                     | Um 1876 |            |
| weitere Bilder |             | Blumenstraße 2 LageFlur: 121, Flurstück: 129/11                          | Das Objekt gehört zu der Gesamtanlage: Östliches Villengebiet Architekt/Planer: Karl Kähler       | 1909    |            |
|                |             | Blumenstraße 4 LageFlur: 39, Flurstück: 273/1                            | Das Objekt gehört zu der Gesamtanlage: Östliches Villengebiet                                     | Um 1875 |            |
|                |             | Blumenstraße 7 / Gustav-Freytag-Straße 9 LageFlur: 166, Flurstück: 32,31 | Das Objekt gehört zu der Gesamtanlage: Östliches Villengebiet Architekt/Planer: Ernst A. Stein    | 1884    |            |
|                |             | Blumenstraße 8 LageFlur: 39, Flurstück: 3                                | Das Objekt gehört zu der Gesamtanlage: Östliches Villengebiet                                     | Um 1860 |            |
|                |             | Blumenstraße 10 LageFlur: 39, Flurstück: 36                              | Das Objekt gehört zu der Gesamtanlage: Östliches Villengebiet                                     | Um 1865 |            |
|                |             | Blumenstraße 11 LageFlur: 166, Flurstück: 35                             | Das Objekt gehört zu der Gesamtanlage: Östliches Villengebiet                                     | Um 1872 |            |
|                |             | Blumenstraße 3/5 LageFlur: 166, Flurstück: 3,4                           | Das Objekt gehört zu der Gesamtanlage: Östliches Villengebiet Architekt/Planer: Hermann Reichwein | 1904    |            |

## Dantestraße
| Bild | Bezeichnung | Lage                                         | Beschreibung                                                                                  | Bauzeit | Objekt-Nr. |
| ---- | ----------- | -------------------------------------------- | --------------------------------------------------------------------------------------------- | ------- | ---------- |
|      |             | Dantestraße 6 LageFlur: 41, Flurstück: 156/6 | Das Objekt gehört zu der Gesamtanlage: Östliches Villengebiet Architekt/Planer: Kurt Mehlhart | 1955/56 |            |

## Frankfurter Straße
| Bild              | Bezeichnung       | Lage                                                 | Beschreibung | Bauzeit | Objekt-Nr. |
| ----------------- | ----------------- | ---------------------------------------------------- | --- | ------- | ---------- |
|                   |                   | Frankfurter Straße 6 LageFlur: 166, Flurstück: 21    | Das Objekt gehört zu der Gesamtanlage: Östliches Villengebiet Es wird heute als Landesgeschäftsstelle der CDU Hessen genutzt. | Um 1868 |            |
|                   |                   | Frankfurter Straße 18 LageFlur: 166, Flurstück: 36   | Das Objekt gehört zu der Gesamtanlage: Östliches Villengebiet                                                                 | Um 1865 |            |
| Ehem. Hotel Nizza | Ehem. Hotel Nizza | Frankfurter Straße 28 LageFlur: 165, Flurstück: 9    | Das Objekt gehört zu der Gesamtanlage: Östliches Villengebiet Architekt/Planer: Emil Schott                                   | 1903    |            |
|                   |                   | Frankfurter Straße 32 LageFlur: 165, Flurstück: 34   | Das Objekt gehört zu der Gesamtanlage: Östliches Villengebiet                                                                 | Um 1865 |            |
|                   |                   | Frankfurter Straße 36 LageFlur: 165, Flurstück: 36/2 | Das Objekt gehört zu der Gesamtanlage: Östliches Villengebiet                                                                 | 1874    |            |

## Gertrud-Bäumer-Straße
| Bild | Bezeichnung | Lage                                                  | Beschreibung                                                                                   | Bauzeit | Objekt-Nr. |
| ---- | ----------- | ----------------------------------------------------- | ---------------------------------------------------------------------------------------------- | ------- | ---------- |
|      |             | Gertrud-Bäumer-Straße 16 LageFlur: 38, Flurstück: 171 | Das Objekt gehört zu der Gesamtanlage: Östliches Villengebiet Architekt/Planer: Rainer Schnell | 1955    |            |

## Gustav-Freytag-Straße
| Bild | Bezeichnung | Lage                                                     | Beschreibung | Bauzeit | Objekt-Nr. |
| ---- | ----------- | -------------------------------------------------------- | --- | ------- | ---------- |
|      |             | Gustav-Freytag-Straße 1 LageFlur: 66, Flurstück: 22      | (Hausnummer ggf. geändert) Das Objekt gehört zu der Gesamtanlage: Östliches Villengebiet                                     | Um 1860 |            |
|      |             | Gustav-Freytag-Straße 5 LageFlur: 66, Flurstück: 27      | (Hausnummer ggf. geändert) Das Objekt gehört zu der Gesamtanlage: Östliches Villengebiet                                     | Um 1870 |            |
|      |             | Gustav-Freytag-Straße 7 LageFlur: 166, Flurstück: 30     | (Hausnummer ggf. geändert) Das Objekt gehört zu der Gesamtanlage: Östliches Villengebiet Architekt/Planer: Ernst A. Stein    | 1884    |            |
|      |             | Gustav-Freytag-Straße 8 LageFlur: 166, Flurstück: 52/12  | (Hausnummer ggf. geändert) Das Objekt gehört zu der Gesamtanlage: Östliches Villengebiet                                     | 1893    |            |
|      |             | Gustav-Freytag-Straße 12 LageFlur: 166, Flurstück: 54/6  | (Hausnummer ggf. geändert) Das Objekt gehört zu der Gesamtanlage: Östliches Villengebiet Architekt/Planer: Hermann Reichwein | 1904    |            |
|      |             | Gustav-Freytag-Straße 13 LageFlur: 39, Flurstück: 169/35 | (Hausnummer ggf. geändert) Das Objekt gehört zu der Gesamtanlage: Östliches Villengebiet Architekt/Planer: Karl Schultze     | 1899    |            |
|      |             | Gustav-Freytag-Straße 15 LageFlur: 39, Flurstück: 166/34 | (Hausnummer ggf. geändert) Das Objekt gehört zu der Gesamtanlage: Östliches Villengebiet Architekt/Planer: Paul A. Jacobi    | 1898    |            |
|      |             | Gustav-Freytag-Straße 18 LageFlur: 39, Flurstück: 5/1    | Wohnhaus von Gustav Freytag (Hausnummer ggf. geändert) Das Objekt gehört zu der Gesamtanlage: Östliches Villengebiet         | Um 1868 |            |
|      |             | Gustav-Freytag-Straße 19 LageFlur: 39, Flurstück: 291/29 | (Hausnummer ggf. geändert) Das Objekt gehört zu der Gesamtanlage: Östliches Villengebiet Architekt/Planer: Hermann Frorath   | 1889    |            |
|      |             | Gustav-Freytag-Straße 20 LageFlur: 39, Flurstück: 45/10  | (Hausnummer ggf. geändert) Das Objekt gehört zu der Gesamtanlage: Östliches Villengebiet                                     | 1877    |            |
|      |             | Gustav-Freytag-Straße 23 LageFlur: 39, Flurstück: 148/28 | (Hausnummer ggf. geändert) Das Objekt gehört zu der Gesamtanlage: Östliches Villengebiet Architekt/Planer: Sigmund Langrod   | 1901    |            |
|      |             | Gustav-Freytag-Straße 27 LageFlur: 39, Flurstück: 163/25 | (Hausnummer ggf. geändert) Das Objekt gehört zu der Gesamtanlage: Östliches Villengebiet Architekt/Planer: Wilhelm Köster    | 1897    |            |
|      |             | Gustav-Freytag-Straße 33 LageFlur: 39, Flurstück: 368/23 | (Hausnummer ggf. geändert) Das Objekt gehört zu der Gesamtanlage: Östliches Villengebiet Architekt/Planer: Sigmund Langrod   | 1902    |            |

## Gustav-Stresemann-Ring
| Bild           | Bezeichnung             | Lage                                                         | Beschreibung                                                                                                 | Bauzeit   | Objekt-Nr. |
| -------------- | ----------------------- | ------------------------------------------------------------ | --- | --------- | ---------- |
| weitere Bilder | Statistisches Bundesamt | Gustav-Stresemann-Ring 11 LageFlur: 52, Flurstück: 27/8,33/4 | Das Objekt gehört zu der Gesamtanlage: Östliches Villengebiet Architekt/Planer: Paul Schaeffer-Heyrothsberge | 1954–1956 |            |

## Humboldtstraße
| Bild                           | Bezeichnung                  | Lage                                                                 | Beschreibung | Bauzeit | Objekt-Nr. |
| ------------------------------ | ---------------------------- | -------------------------------------------------------------------- | --- | ------- | ---------- |
|                                |                              | Humboldtstraße 1 LageFlur: 165, Flurstück: 1                         | Das Objekt gehört zu der Gesamtanlage: Östliches Villengebiet Architekt/Planer: Hermann Reichwein                          | 1892    |            |
| Ehem. Pension Villa Humboldt   | Ehem. Pension Villa Humboldt | Humboldtstraße 3 / Frankfurter Straße 24 LageFlur: 165, Flurstück: 2 | Das Objekt gehört zu der Gesamtanlage: Östliches Villengebiet Architekt/Planer: Hermann Reichwein                          | 1887    |            |
|                                |                              | Humboldtstraße 5 LageFlur: 165, Flurstück: 3                         | Das Objekt gehört zu der Gesamtanlage: Östliches Villengebiet Architekt/Planer: Hermann Reichwein                          | 1891    |            |
|                                |                              | Humboldtstraße 6 LageFlur: 39, Flurstück: 63/37                      | Das Objekt gehört zu der Gesamtanlage: Östliches Villengebiet Architekt/Planer: Alfred Schellenberg                        | 1888    |            |
|                                |                              | Humboldtstraße 7/9 LageFlur: 165, Flurstück: 4,5                     | Das Objekt gehört zu der Gesamtanlage: Östliches Villengebiet Architekt/Planer: Karl Schultze                              | 1892    |            |
|                                |                              | Humboldtstraße 10 LageFlur: 39, Flurstück: 30                        | Das Objekt gehört zu der Gesamtanlage: Östliches Villengebiet                                                              | Um 1872 |            |
|                                |                              | Humboldtstraße 11a LageFlur: 165, Flurstück: 7                       | Das Objekt gehört zu der Gesamtanlage: Östliches Villengebiet Architekt/Planer: Zimmermeister Ferdinand Seulberger         | 1876    |            |
| Wiesbaden, Humboldtstr. 14.JPG |                              | Humboldtstraße 14 LageFlur: 39, Flurstück: 209/29                    | Das Objekt gehört zu der Gesamtanlage: Östliches Villengebiet Architekt/Planer: Paul A. Jacobi                             | 1903    |            |
|                                |                              | Humboldtstraße 15 LageFlur: 165, Flurstück: 8                        | Das Objekt gehört zu der Gesamtanlage: Östliches Villengebiet Architekt/Planer: Carl von Roeßler                           | 1893    |            |
|                                |                              | Humboldtstraße 24 LageFlur: 39, Flurstück: 138/27                    | Das Objekt gehört zu der Gesamtanlage: Östliches Villengebiet Architekt/Planer: Wilhelm Rehbold                            | 1898    |            |
|                                |                              | Humboldtstraße 26 LageFlur: 39, Flurstück: 137/26                    | Bauherr war der Wiesbadener Oberbürgermeister Carl von Ibell Das Objekt gehört zu der Gesamtanlage: Östliches Villengebiet | 1896    |            |
|                                |                              | Humboldtstraße 29 LageFlur: 41, Flurstück: 190                       | Das Objekt gehört zu der Gesamtanlage: Östliches Villengebiet Architekt/Planer: Ludwig Euler                               | 1901    |            |
|                                |                              | Humboldtstraße 32 LageFlur: 39, Flurstück: 23/11                     | Das Objekt gehört zu der Gesamtanlage: Östliches Villengebiet Architekt/Planer: Heinz Berg                                 | 1912    |            |

## Juliusstraße
| Bild           | Bezeichnung | Lage                                            | Beschreibung                                                                                    | Bauzeit | Objekt-Nr. |
| -------------- | ----------- | ----------------------------------------------- | ----------------------------------------------------------------------------------------------- | ------- | ---------- |
| weitere Bilder |             | Juliusstraße 2 LageFlur: 121, Flurstück: 145/15 | Das Objekt gehört zu der Gesamtanlage: Östliches Villengebiet Architekt/Planer: Sigmund Langrod | 1907    |            |
|                |             | Juliusstraße 3 LageFlur: 121, Flurstück: 172/12 | Das Objekt gehört zu der Gesamtanlage: Östliches Villengebiet Architekt/Planer: Wilhelm Lücke   | 1912    |            |
|                |             | Juliusstraße 5 LageFlur: 121, Flurstück: 171/12 | Das Objekt gehört zu der Gesamtanlage: Östliches Villengebiet Architekt/Planer: Wilhelm Lücke   | 1911    |            |

## Kleine Frankfurter Straße
| Bild | Bezeichnung | Lage                                                       | Beschreibung                                                  | Bauzeit | Objekt-Nr. |
| ---- | ----------- | ---------------------------------------------------------- | ------------------------------------------------------------- | ------- | ---------- |
|      |             | Kleine Frankfurter Straße 3 LageFlur: 165, Flurstück: 31/2 | Das Objekt gehört zu der Gesamtanlage: Östliches Villengebiet | Um 1865 |            |
|      |             | Kleine Frankfurter Straße 5 LageFlur: 165, Flurstück: 30/1 | Das Objekt gehört zu der Gesamtanlage: Östliches Villengebiet | Um 1860 |            |
|      |             | Kleine Frankfurter Straße 6 LageFlur: 165, Flurstück: 12/1 | Das Objekt gehört zu der Gesamtanlage: Östliches Villengebiet | Um 1860 |            |

## Langenbeckplatz
| Bild | Bezeichnung | Lage                                              | Beschreibung                                                                                  | Bauzeit | Objekt-Nr. |
| ---- | ----------- | ------------------------------------------------- | --------------------------------------------------------------------------------------------- | ------- | ---------- |
|      |             | Langenbeckplatz 5 LageFlur: 41, Flurstück: 921/56 | Das Objekt gehört zu der Gesamtanlage: Östliches Villengebiet Architekt/Planer: Wilhelm Lücke | 1912    |            |

## Langenbeckstraße
| Bild | Bezeichnung | Lage                                               | Beschreibung                                                                                  | Bauzeit | Objekt-Nr. |
| ---- | ----------- | -------------------------------------------------- | --------------------------------------------------------------------------------------------- | ------- | ---------- |
|      |             | Langenbeckstraße 3 LageFlur: 41, Flurstück: 922/56 | Das Objekt gehört zu der Gesamtanlage: Östliches Villengebiet Architekt/Planer: Wilhelm Lücke | 1908    |            |

## Lessingstraße
| Bild                                      | Bezeichnung                               | Lage                                                                         | Beschreibung                                                                                           | Bauzeit   | Objekt-Nr. |
| ----------------------------------------- | ----------------------------------------- | ---------------------------------------------------------------------------- | --- | --------- | ---------- |
| weitere Bilder                            |                                           | Lessingstraße 1 / Mainzer Straße 60 LageFlur: 117, Flurstück: 93/38,38/1     | Das Objekt gehört zu der Gesamtanlage: Östliches Villengebiet Architekt/Planer: Fritz Hartmann         | 1895      |            |
|                                           |                                           | Lessingstraße 4 / Mainzer Straße 58 LageFlur: 41, Flurstück: 560/134,559/134 | Das Objekt gehört zu der Gesamtanlage: Östliches Villengebiet Architekt/Planer: Karl Schultze          | 1893      |            |
| weitere Bilder                            |                                           | Lessingstraße 5 LageFlur: 41, Flurstück: 623/142                             | Das Objekt gehört zu der Gesamtanlage: Östliches Villengebiet Architekt/Planer: Christian Dähne        | 1897      |            |
|                                           |                                           | Lessingstraße 10 LageFlur: 41, Flurstück: 943/138                            | Das Objekt gehört zu der Gesamtanlage: Östliches Villengebiet Architekt/Planer: Albert Wolff           | 1899      |            |
|                                           |                                           | Lessingstraße 13 LageFlur: 41, Flurstück: 933/168                            | Das Objekt gehört zu der Gesamtanlage: Östliches Villengebiet Architekt/Planer: Theodor Wiederspahn    | 1905      |            |
| Ehem. Verwaltungsgebäude der Didier-Werke | Ehem. Verwaltungsgebäude der Didier-Werke | Lessingstraße 16-18 LageFlur: 41, Flurstück: 154/1                           | Das Objekt gehört zu der Gesamtanlage: Östliches Villengebiet Architekt/Planer: Ludwig Minner          | 1950–1951 |            |
| Zur Heiligen Familie                      | Zur Heiligen Familie                      | Lessingstraße 19 LageFlur: 41, Flurstück: 103/3                              | Das Objekt gehört zu der Gesamtanlage: Östliches Villengebiet Architekt/Planer: Martin Braunstorfinger | 1956      |            |

## Lortzingstraße
| Bild                 | Bezeichnung          | Lage                                              | Beschreibung                                                                                        | Bauzeit | Objekt-Nr. |
| -------------------- | -------------------- | ------------------------------------------------- | --------------------------------------------------------------------------------------------------- | ------- | ---------- |
|                      |                      | Lortzingstraße 7 LageFlur: 41, Flurstück: 944/166 | Das Objekt gehört zu der Gesamtanlage: Östliches Villengebiet Architekt/Planer: Theodor Wiederspahn | 1905    |            |
| Sachteil Einfriedung | Sachteil Einfriedung | Lortzingstraße 9 LageFlur: 41, Flurstück: 945/169 | Das Objekt gehört zu der Gesamtanlage: Östliches Villengebiet                                       | Um 1903 |            |

## Mainzer Straße
| Bild           | Bezeichnung                   | Lage                                                          | Beschreibung | Bauzeit   | Objekt-Nr. |
| -------------- | ----------------------------- | ------------------------------------------------------------- | --- | --------- | ---------- |
|                |                               | Mainzer Straße 2-4 LageFlur: 120, Flurstück: 198/36,37        | Das Objekt gehört zur Gesamtanlage Östliches Villengebiet                                                              | 1869–1870 |            |
|                |                               | Mainzer Straße 8 LageFlur: 164, Flurstück: 3                  | Das Objekt gehört zur Gesamtanlage Östliches Villengebiet Architekt/Planer: Jahn                                       | 1842–1843 |            |
|                |                               | Mainzer Straße 10 LageFlur: 164, Flurstück: 4                 | Das Objekt gehört zur Gesamtanlage Östliches Villengebiet Architekt: Ludwig von Heemskerck                             | 1913      |            |
|                |                               | Mainzer Straße 15 LageFlur: 118, Flurstück: 45/1              | Das Objekt gehört zur Gesamtanlage Östliches Villengebiet Architekt/Planer: Jahn                                       | um 1845   |            |
| weitere Bilder |                               | Mainzer Straße 19 LageFlur: 118, Flurstück: 80/48             | Das Objekt gehört zur Gesamtanlage Östliches Villengebiet Architekten: Heinrich Kayser und Karl von Groszheim (Berlin) | 1897      |            |
|                |                               | Mainzer Straße 21 LageFlur: 118, Flurstück: 20/1              | Das Objekt gehört zur Gesamtanlage Östliches Villengebiet Architekt: Alfred Schellenberg                               | 1885      |            |
| weitere Bilder | Questum, ehemaliges Finanzamt | Mainzer Straße 35 LageFlur: 117, Flurstück: 34/3              | Das Objekt gehört zur Gesamtanlage Östliches Villengebiet Architekten: Adolph Möreke und Reinhold Hoffmann             | 1952–1954 |            |
|                |                               | Mainzer Straße 36 LageFlur: 164, Flurstück: 30                | Das Objekt gehört zur Gesamtanlage Östliches Villengebiet                                                              | um 1860   |            |
|                |                               | Mainzer Straße 46/48 LageFlur: 41, Flurstück: 966/134,316/134 | Das Objekt gehört zur Gesamtanlage Östliches Villengebiet Architekt/Planer: A. von der Heydt                           | 1886      |            |

## Martinstraße
| Bild           | Bezeichnung | Lage                                             | Beschreibung                                                                                        | Bauzeit | Objekt-Nr. |
| -------------- | ----------- | ------------------------------------------------ | --------------------------------------------------------------------------------------------------- | ------- | ---------- |
| weitere Bilder |             | Martinstraße 10 LageFlur: 41, Flurstück: 949/165 | Das Objekt gehört zu der Gesamtanlage: Östliches Villengebiet Architekt/Planer: Hermann Reichwein   | 1901    |            |
| weitere Bilder |             | Martinstraße 14 LageFlur: 41, Flurstück: 924/164 | Das Objekt gehört zu der Gesamtanlage: Östliches Villengebiet Architekt/Planer: Alfred Schellenberg | 1901    |            |
|                |             | Martinstraße 16 LageFlur: 41, Flurstück: 965/168 | Das Objekt gehört zu der Gesamtanlage: Östliches Villengebiet Architekt/Planer: Theodor Wiederspahn | 1905    |            |

## Rheinstraße
| Bild           | Bezeichnung  | Lage                                           | Beschreibung                                                  | Bauzeit | Objekt-Nr. |
| -------------- | ------------ | ---------------------------------------------- | ------------------------------------------------------------- | ------- | ---------- |
| weitere Bilder | Villa Medici | Rheinstraße 1 LageFlur: 120, Flurstück: 183/38 | Das Objekt gehört zu der Gesamtanlage: Östliches Villengebiet | Um 1860 |            |

## Schubertstraße
| Bild | Bezeichnung | Lage                                            | Beschreibung                                                                                 | Bauzeit | Objekt-Nr. |
| ---- | ----------- | ----------------------------------------------- | -------------------------------------------------------------------------------------------- | ------- | ---------- |
|      |             | Schubertstraße 1 LageFlur: 165, Flurstück: 38/2 | Das Objekt gehört zu der Gesamtanlage: Östliches Villengebiet Architekt/Planer: Ludwig Euler | 1896    |            |

## Solmsstraße
| Bild             | Bezeichnung      | Lage                                          | Beschreibung | Bauzeit | Objekt-Nr. |
| ---------------- | ---------------- | --------------------------------------------- | --- | ------- | ---------- |
| Solmsschlösschen | Solmsschlösschen | Solmsstraße 1 LageFlur: 39, Flurstück: 100/24 | Das Objekt gehört zu der Gesamtanlage: Östliches Villengebiet Architekt/Planer: Ferdinand Schorbach mit Kreizner & Hatzmann | 1890    |            |
|                  |                  | Solmsstraße 3 LageFlur: 39, Flurstück: 295/24 | Das Objekt gehört zu der Gesamtanlage: Östliches Villengebiet Architekt/Planer: Friedrich Lang                              | 1891    |            |
|                  |                  | Solmsstraße 9 LageFlur: 41, Flurstück: 26/4   | Das Objekt gehört zu der Gesamtanlage: Östliches Villengebiet Architekt/Planer: Georg Metzendorf                            | 1921    |            |

## Sophienstraße
| Bild | Bezeichnung | Lage                                            | Beschreibung                                                                                     | Bauzeit | Objekt-Nr. |
| ---- | ----------- | ----------------------------------------------- | ------------------------------------------------------------------------------------------------ | ------- | ---------- |
|      |             | Sophienstraße 3 LageFlur: 39, Flurstück: 118/16 | Das Objekt gehört zu der Gesamtanlage: Östliches Villengebiet Architekt/Planer: Adolf Lautz      | 1902    |            |
|      |             | Sophienstraße 4 LageFlur: 38, Flurstück: 66/1   | Das Objekt gehört zu der Gesamtanlage: Östliches Villengebiet Architekt/Planer: Ferdinand Eichen | 1891    |            |

## Theodorenstraße
| Bild | Bezeichnung | Lage                                               | Beschreibung                                                                                  | Bauzeit | Objekt-Nr. |
| ---- | ----------- | -------------------------------------------------- | --------------------------------------------------------------------------------------------- | ------- | ---------- |
|      |             | Theodorenstraße 3 LageFlur: 39, Flurstück: 347/7   | Das Objekt gehört zu der Gesamtanlage: Östliches Villengebiet                                 | Um 1874 |            |
|      |             | Theodorenstraße 4 LageFlur: 121, Flurstück: 109/11 | Das Objekt gehört zu der Gesamtanlage: Östliches Villengebiet Architekt/Planer: Karl Kähler   | 1909    |            |
|      |             | Theodorenstraße 5 LageFlur: 39, Flurstück: 271/8   | Das Objekt gehört zu der Gesamtanlage: Östliches Villengebiet                                 | Um 1860 |            |
|      |             | Theodorenstraße 8 LageFlur: 121, Flurstück: 167/12 | Das Objekt gehört zu der Gesamtanlage: Östliches Villengebiet Architekt/Planer: Eduard Didion | 1911    |            |

## Uhlandstraße
| Bild | Bezeichnung | Lage                                           | Beschreibung                                                                                      | Bauzeit | Objekt-Nr. |
| ---- | ----------- | ---------------------------------------------- | ------------------------------------------------------------------------------------------------- | ------- | ---------- |
|      |             | Uhlandstraße 3 LageFlur: 39, Flurstück: 233/10 | Das Objekt gehört zu der Gesamtanlage: Östliches Villengebiet Architekt/Planer: Christian Dähne   | 1904    |            |
|      |             | Uhlandstraße 4 LageFlur: 39, Flurstück: 294/10 | Das Objekt gehört zu der Gesamtanlage: Östliches Villengebiet Architekt/Planer: Christian Dähne   | 1903    |            |
|      |             | Uhlandstraße 5 LageFlur: 39, Flurstück: 217/10 | Das Objekt gehört zu der Gesamtanlage: Östliches Villengebiet Architekt/Planer: Christian Dähne   | 1903    |            |
|      |             | Uhlandstraße 6 LageFlur: 39, Flurstück: 146/28 | Das Objekt gehört zu der Gesamtanlage: Östliches Villengebiet Architekt/Planer: Paul A. Jacobi    | 1900    |            |
|      |             | Uhlandstraße 8 LageFlur: 39, Flurstück: 149/28 | Das Objekt gehört zu der Gesamtanlage: Östliches Villengebiet Architekt/Planer: Adolf Lautz       | 1900    |            |
|      |             | Uhlandstraße 9 LageFlur: 39, Flurstück: 293/28 | Das Objekt gehört zu der Gesamtanlage: Östliches Villengebiet Architekt/Planer: Ludwig Meurer     | 1892    |            |
|      |             | Uhlandstraße 18 LageFlur: 165, Flurstück: 24   | Das Objekt gehört zu der Gesamtanlage: Östliches Villengebiet Architekt/Planer: Wilhelm Rehbold   | 1898    |            |
|      |             | Uhlandstraße 19 LageFlur: 165, Flurstück: 28   | Das Objekt gehört zu der Gesamtanlage: Östliches Villengebiet Architekt/Planer: Hermann Reichwein | 1900    |            |
|      |             | Uhlandstraße 20 LageFlur: 165, Flurstück: 26   | Das Objekt gehört zu der Gesamtanlage: Östliches Villengebiet Architekt/Planer: Wilhelm Boué      | 1900    |            |
|      |             | Uhlandstraße 21 LageFlur: 165, Flurstück: 27   | Das Objekt gehört zu der Gesamtanlage: Östliches Villengebiet Architekt/Planer: Hermann Reichwein | 1900    |            |

## Viktoriastraße
| Bild           | Bezeichnung | Lage                                                          | Beschreibung | Bauzeit   | Objekt-Nr. |
| -------------- | ----------- | ------------------------------------------------------------- | --- | --------- | ---------- |
|                |             | Viktoriastraße 3 LageFlur: 164, Flurstück: 7                  | Das Objekt gehört zu der Gesamtanlage: Östliches Villengebiet | 1871–1872 |            |
|                |             | Viktoriastraße 7 LageFlur: 164, Flurstück: 15                 | Das Objekt gehört zu der Gesamtanlage: Östliches Villengebiet Architekt/Planer: Christian Dähne | 1884      |            |
|                |             | Viktoriastraße 9 LageFlur: 164, Flurstück: 16                 | Das Objekt gehört zu der Gesamtanlage: Östliches Villengebiet Architekt/Planer: Christian Dähne | 1884      |            |
|                |             | Viktoriastraße 10 LageFlur: 41, Flurstück: 473/149            | Das Objekt gehört zu der Gesamtanlage: Östliches Villengebiet Architekt/Planer: Christian Dähne | 1892      |            |
|                |             | Viktoriastraße 12 LageFlur: 41, Flurstück: 474/149            | Das Objekt gehört zu der Gesamtanlage: Östliches Villengebiet Architekt/Planer: Christian Dähne | 1892      |            |
| weitere Bilder |             | Viktoriastraße 18 LageFlur: 41, Flurstück: 951/152            | Das Objekt gehört zu der Gesamtanlage: Östliches Villengebiet Architekt/Planer: Theodor Wiederspahn | 1896      |            |
| weitere Bilder |             | Viktoriastraße 19 LageFlur: 164, Flurstück: 34                | Das Objekt gehört zu der Gesamtanlage: Östliches Villengebiet. Das mit überlebensgroßen Karyatiden aus der Werkstatt Höpplis ausgestattete klassizistische Gebäude, das die Bauunternehmer Friedrich Hatzmann und Joseph Kreizner in der Viktoriastraße 13 (heute 19) errichteten, verkauften sie im Jahr 1872. Das zuerst als Einfamilienhaus gestaltete Gebäude wurde um 1936 in eine Etagenvilla umgewandelt. | 1871-1872 |            |
|                |             | Viktoriastraße 29/31 LageFlur: 41, Flurstück: 938/144,386/144 | Das Objekt gehört zu der Gesamtanlage: Östliches Villengebiet Architekt/Planer: Wilhelm Runge | 1890      |            |
|                |             | Viktoriastraße 43 LageFlur: 41, Flurstück: 570/146            | Das Objekt gehört zu der Gesamtanlage: Östliches Villengebiet Architekt/Planer: Christian Dähne | 1893      |            |